# Caspar Wistar
Caspar Wistar (13 septembre 1761 – 22 janvier 1818), est un médecin et professeur américain.

## Biographie
Né le 13 septembre 1761 à Philadelphie, Caspar Wistar est le 5e des 8 enfants de Sarah Wyatt et Richard Wistar, immigrants allemands,,.
À l'âge de 16 ans, il se porte volontaire en tant qu'infirmier à la Bataille de Germantown dont les horreurs le poussèrent à étudier la médecine. La même année, en 1777, il commence ainsi ses 3 premières années de médecine sous la supervision du Dr John Redman, puis étudie durant sa dernière année avec John Jones, un médecin new-yorkais. En 1779, il s'inscrit en médecine à l'Université de Pennsylvanie où il obtiendra son diplôme de médecine en 1782. Il complète enfin son cursus en Angleterre et en Écosse pendant 3 ans où il fut reçu docteur en 1786, à l'Université d'Edimbourg. Sa thèse, intitulée De Animo Demisso, portait sur la dépression et fut traduite du latin à l'anglais et publiée à Londres,.
De retour à Philadelphie en 1787, il est élu au College of Physicians et est nommé médecin au dipensaire de Philadelphie, puis rejoint le personnel de l'hôpital de Pennsylvanie en 1793.
Durant l'épidémie de fièvre jaune de 1793, Wistar se joint aux efforts du Dr Benjamin Rush pour traiter les patients atteints, avant que leur amitié se termine à la suite des critiques de Wistar concernant l'utilisation drastique de saignée et de purge par Rush.
Il épouse Isabella Marshall en 1788, avant que cette dernière décède deux ans plus tard. Il se remarie avec Elizabeth Mifflin, la nièce du gouverneur Thomas Mifflin, en 1798 avec qui il aura trois enfants (Richard, Mifflin, Elizabeth) dont un deviendra à son tour médecin,,.
À partir de 1788 et jusqu'à sa mort, il sera membre de la faculté de Penn, en tant que professeur de chimie en médecine à la faculté de Philadelphie entre 1788 et 1791 puis en tant que professeur adjoint d'anatomie, maïeutique et chirurgie. Après la mort de William Shippen en 1808, il reprit son poste de professeur d'anatomie, et écrivit un livre d'anatomie. Il fonda ensuite en 1809 une société afin de promouvoir la vaccination permettant de vacciner 1 102 personnes la première année.
Wispar fut un enseignant renommé. Il aidait les étudiants à comprendre l'anatomie en réalisant des modèles anatomiques en bois à grande échelle et illustrait ses présentations à l'aide de membres et d'organes de cadavres humains conservés à l'aide d'injection de cire. Ces modèles furent exposés au Musée d'anatomie de Wistar et Horner, ouvert son assistant de longue date William Horner, en 1822, avant d'être installés à l'Institut Wistar, à Philadelphie, fondé en sa mémoire par son petit neveu en 1892.

## Clubs et sociétés
Membre des quakers tout comme ses parents, il succéda au Dr Rush en qualité de président de la Société pour l'abolition de l'esclavage de Pennsylvanie, et fut dans le même temps un des censeurs du collège des médecins. Thomas Jefferson ayant refusé la présidence de la Société philosophique de Philadelphie, à laquelle il était appelé pour la seconde fois, il accepta de succéder à M. Jefferson, à Benjamin Franklin et à David Rittenhouse.

## Publications
Wistar a publié plusieurs Mémoires dans les Actes du collège des médecins de Philadelphie et dans ceux de la Société historique de la même ville et, en 1814, un traité d'anatomie, en 2 vol. in -8°, pour l'usage des élèves de sa classe. D'après les conseils de M. Corréa de Serra, il allait se livrer à un travail sur l'anatomie comparée des animaux des États-Unis. Il avait déjà réuni un grand nombre de matériaux, lorsqu'il décéda en 1818.